# سرهی آربوزوف
سرهی آربوزوف (اوکراینی: Сергій Геннадійович Арбузов؛ زادهٔ ۲۴ مارس ۱۹۷۶) سیاست‌مدار اهل اوکراین است. وی از ۲۸ ژانویه ۲۰۱۴ تا ۲۲ فوریه ۲۰۱۴ نخست‌وزیر موقت اوکراین بود.